# Злотникова Галина Борисівна
Злотникова Галина Борисівна (24 квітня 1984) — російська ватерполістка.
Учасниця Олімпійських Ігор 2004 року. Бронзова медалістка Чемпіонату світу з водних видів спорту 2003 року.